# Flavio Bonanni
Flavio Bonanni (Riomaggiore, 20 novembre 1881 – La Spezia, 1966) è stato un pittore italiano.
Cresce come artista autodidatta nel borgo natio di Riomaggiore e si perfeziona a contatto con il macchiaiolo Telemaco Signorini, storico frequentatore delle Cinque Terre. 

Si dedica dapprima alla pittura di paesaggio dal vero e della vita popolare nei borghi marini del levante ligure. 
Consolidata la sua tecnica pittorica, decide di trasferirsi a Genova dove si iscrive alla locale Società delle Belle Arti ed inizia ad esporre con i soci dedicandosi alle vedute portuali, alla marine e alla figura.

Prende parte anche alle mostre del Sindacato artistico genovese conseguendo vari premi e riconoscimenti alla sua arte.
Nel 1926 espone una sua importante personale alla galleria Valle di Genova.
Poco tempo dopo espone a Milano, nella prestigiosa galleria Pesaro.
Si dedica anche all’attività di scrittore e critico d’arte, in  collaborazione con il giornale “Secolo XIX”.
Nel dopoguerra, con il mutare del gusto del pubblico, rimane in disparte nel panorama artistico italiano.
Sue opere sono nelle collezioni della G.A.M. di Nervi.

## Opere
- Studio di testa di vecchio, Galleria d’Arte Moderna, Genova
- Fanciullo, Galleria d’Arte Moderna, Genova